# Brunna herrgård
Brunna herrgård är en herrgård i Vänge socken, Ulleråkers härad, Uppsala kommun, 11 kilometer väster om Uppsala.
Brunna omtalas första gången 1292, och tillhörde 1437–1472 häradshövdingen Peder Karlsson. På 1600-talet ägdes gården av militären Johan Böllja, som stupade i Polen 1656. Han hade inga efterkommande varför gården ärvdes av hans bror ryttmästaren Kettil Böllja och hans hustru, Sophia Brantmüller från Schlesien. Deras enda barn Anna Böllja, gift med riksantikvarien Jacob Reenhielm, och deras sex döttrar ärvde godset.
Bland senare ägare märks ärkebiskop Carl von Rosenstein, ärkebiskopen Uno von Troil från 1793, och därefter Lars David von Troil, som 1821 lät uppföra nuvarande herrgårdsbyggnad.
Till gården hörde vid 1927 en större ångsåg och 772 hektar mark, varav 400 hektar var odlingsmark.